# Muerte y funeral de Estado de Eduardo VII del Reino Unido
El funeral de Estado de Eduardo VII, rey del Reino Unido de Gran Bretaña e Irlanda y emperador de la India, tuvo lugar el viernes 20 de mayo de 1910, después que falleciera 14 días antes, el 6 de mayo del año mencionado.
Hasta antes del servicio en memoria de Isabel, la Reina Madre en 2002, y el funeral de la reina Isabel II en 2022, el funeral de Eduardo VII fue la reunión más grande de la realeza europea que jamás haya tenido lugar, y la última antes de que muchas familias reales fueran depuestas en la Primera Guerra Mundial y sus posteriores y perennes secuelas aún presentes.

## Antecedentes
Cuando la reina Victoria murió el 22 de enero de 1901, Eduardo se convirtió en rey del Reino Unido, emperador de la India y, como una innovación, rey de los dominios británicos. Eligió reinar bajo el nombre de Eduardo VII, en lugar de Alberto Eduardo —el nombre que su madre deseaba que usara, declarando que no deseaba «infravalorar el nombre de Alberto» y disminuir el estatus de su padre con quien entre la realeza el nombre Albert debía permanecer solo. El número VII fue omitido ocasionalmente en Escocia, incluso por la iglesia nacional, en deferencia a las protestas de que los anteriores Eduardos fueron reyes ingleses que «habían sido excluidos de Escocia por batallas militares». J. B. Priestley recordaba: «Era sólo un niño cuando [Eduardo] sucedió a Victoria en 1901, pero puedo atestiguar su extraordinaria popularidad. Era de hecho el rey más popular que Inglaterra había conocido desde principios de la década de 1660».
Eduardo estaba relacionado con casi todos los monarcas europeos y llegó a ser conocido como el «Tío de Europa». El emperador Guillermo II de Alemania, el zar Nicolás II de Rusia, el gran duque Ernesto Luis de Hesse-Darmstadt, el duque Carlos Eduardo de Sajonia-Coburgo-Gotha y el duque Ernesto Augusto de Brunswick eran sobrinos de Eduardo; la reina Victoria Eugenia de España, la princesa heredera Margarita de Suecia, la princesa heredera María de Rumania, la princesa heredera Sofía de Grecia, la zarina Alejandra de Rusia, la gran duquesa Alejandra de Mecklemburgo-Schwerin y la duquesa Carlota de Sajonia-Meiningen eran sus sobrinas; el rey Haakon VII de Noruega era su sobrino por matrimonio y su yerno; el rey Jorge I de Grecia y el rey Federico VIII de Dinamarca eran sus cuñados; el rey Alberto I de Bélgica, los reyes Carlos I y Manuel II de Portugal y el zar Fernando I de Bulgaria eran sus primos segundos. Eduardo estaba fascinado con sus nietos y los consentía para consternación de sus institutrices. Sin embargo, había un familiar que a Eduardo le disgustaba, su difícil relación con su sobrino, el emperador Guillermo II, exacerbó las tensiones entre Alemania y Gran Bretaña.

## Muerte

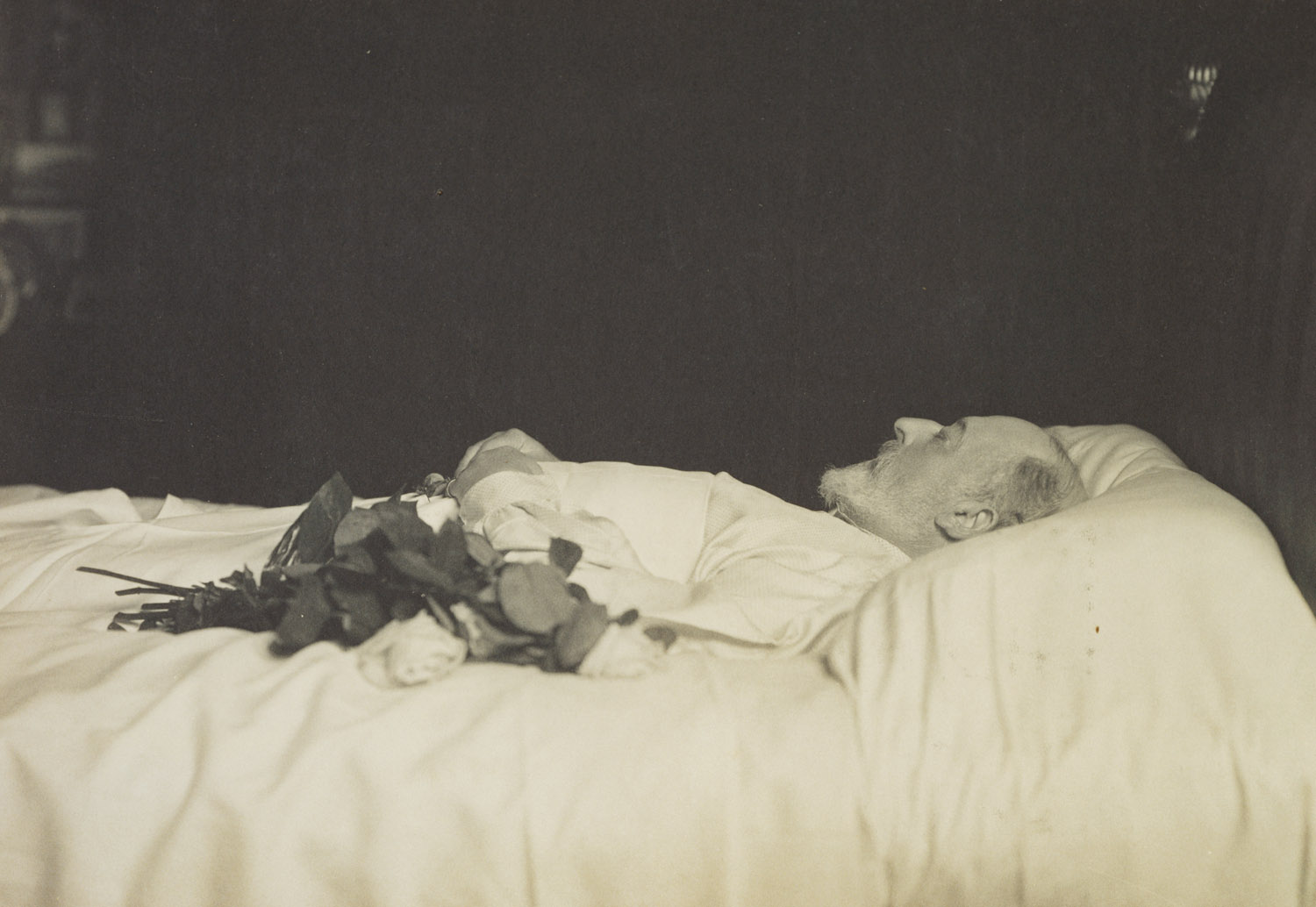
El cuerpo yaciente de Eduardo VII

Eduardo VII estaba sumido en la tristeza de haber perdido a su hijo mayor Alberto Víctor de Clarence por una fuerte gripe en el marco de la pandemia de 1889-1892, y por si un rechazo de su madre, la Reina Victoria, el cual en los últimos años comenzó con su declive en su salud, ya que también era un fumador empedernido, el cual el 6 de mayo de 1910, Eduardo estando enfermo de bronquitis, había fumado un cigarro al mediodía y sufrió un infarto, muriendo a las 23:45 en el Palacio de Buckingham. Fue sucedido por su hijo, Jorge V.

## Funeral

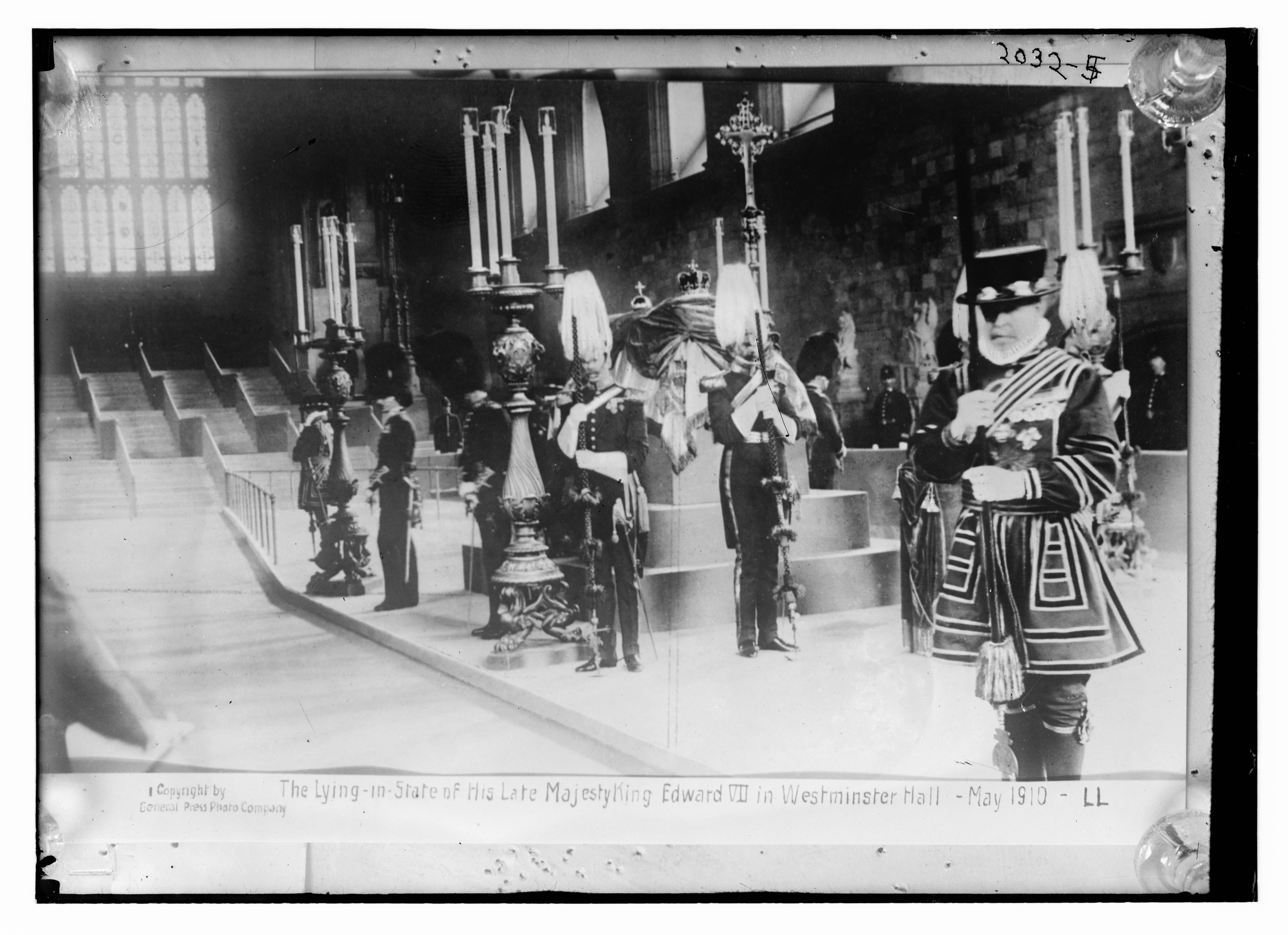
El velatorio del ex-monarca británico

Después de una ceremonia privada en el Salón del Trono del Palacio de Buckingham, el 17 de mayo el ataúd fue llevado en procesión a Westminster Hall, donde hubo una ceremonia pública. Este fue el primero que se llevó a cabo en el salón para un miembro de la familia real y se inspiró en el velatorio de William Gladstone allí en 1898. Se llevó a cabo un breve servicio a la llegada del ataúd, con los coros combinados de las abadías de Westminster y la Capilla Real cantando el himno Alabad, alma mía, el Rey de los cielos a petición de su nuera, la Reina María, aunque se notó que sus voces fueron ahogadas por la banda militar que los acompañaba.
El primer día, miles de miembros del público hicieron cola pacientemente bajo la lluvia para presentar sus respetos; unas 25.000 personas fueron rechazadas cuando se cerraron las puertas a las 22:00 horas. El 19 de mayo, el emperador y sobrino mayor del difunto rey Guillermo II de Alemania quiso cerrar la sala mientras depositaba una ofrenda floral; sin embargo, la policía advirtió que podría haber desorden si eso sucedía, por lo que el emperador fue llevado por otra entrada mientras el público continuaba pasando. Se estima que medio millón de personas visitaron la sala durante los tres días que estuvo abierta.

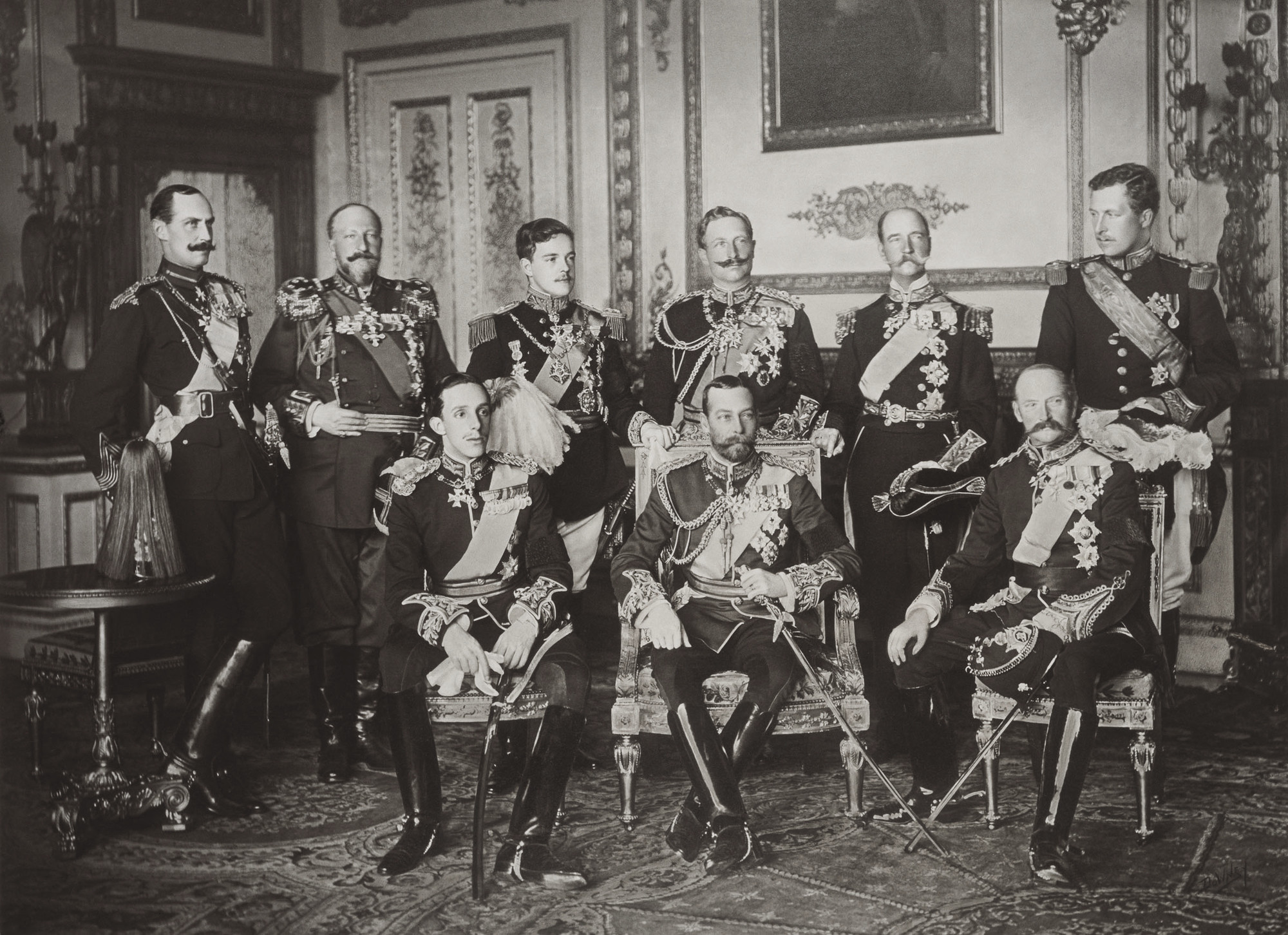
Los principales monarcas europeos, reunidos para el funeral del difunto rey. En la fotografía encontramos arriba de pie, de izquierda a derecha: Rey Haakon VII de Noruega; Zar Fernando I de Bulgaria; Rey Manuel II de Portugal (y el Algarve); Kaiser Guillermo II de Alemania (y Prusia); Rey Jorge I de Grecia (Rey de los Helenos); Rey Alberto I de Bélgica. Sentados de izquierda a derecha: Rey Alfonso XIII de España; Rey Jorge V de Reino Unido; Rey Federico VIII de Dinamarca.

El funeral se celebró dos semanas después de la muerte del rey el 20 de mayo. Enormes multitudes, estimadas entre tres y cinco millones, se reunieron para ver la procesión, cuyo recorrido estaba bordeado por 35.000 soldados. Pasó del Palacio de Buckingham a Westminster Hall, donde el arzobispo de Canterbury, Randall Davidson, llevó a cabo una pequeña ceremonia ante un pequeño grupo de dolientes oficiales: la viuda del difunto rey, la reina Alexandra, su hijo recientemente elevado Jorge V, su hija, la princesa Victoria, su hermano el duque de Connaught y su sobrino el emperador alemán. El resto de la fiesta fúnebre esperó fuera del Salón, compuesta por miles de personas. El Big Ben, la campana de la torre del reloj cercana, sonó 68 veces, una por cada año de vida de Eduardo VII. Esta fue la primera vez que se usó de esta manera en el funeral de un monarca.
Luego, toda la procesión procedió desde Westminster Hall, a través de Whitehall y el Mall, desde Hyde Park Corner hasta Marble Arch, y de allí a Paddington Station; desde allí, un tren fúnebre llevó a los dolientes a Windsor. Los dolientes utilizaron el Tren Real, que junto con el coche fúnebre construido para la Reina Victoria, fue remolcado por la locomotora GWR 4000 Class King Edward.  Desde la estación, la procesión continuó hasta el Castillo de Windsor y se llevó a cabo una ceremonia fúnebre completa en la Capilla de San Jorge. El funeral siguió el formato utilizado para la reina Victoria, excepto que incluyó el entierro dentro de la capilla, mientras que Victoria había sido enterrada en el Royal Mausoleum en Frogmore. La liturgia se basó estrechamente en la Orden para el Entierro de los Muertos del Libro de Oración Común. La reina Alejandra había solicitado específicamente un himno de Sir Arthur Sullivan; Hermano, te has ido antes que nosotros, sin embargo, el arzobispo Davidson y otros clérigos importantes pensaron que la pieza carecía de suficiente seriedad y persuadieron a Alexandra para que aceptara Su cuerpo está enterrado en paz, el coro. del himno fúnebre de George Frideric Handel para la reina Carolina. Alexandra también solicitó dos himnos que fueron cantados por la congregación, Mi Dios, mi Padre, mientras yo me desvío y Ahora la tarea del trabajador ha terminado; esta fue una innovación en los funerales de estado real, algunos de ellos todavía presentes.
Los directores de funerales de la Casa Real designados para ayudar durante esta ocasión fueron la empresa familiar de William Banting de St James's Street, Londres. La familia Banting también dirigió los funerales del rey Jorge III en 1820, el rey Jorge IV en 1830, el duque de Gloucester en 1834, el duque de Wellington en 1852, su padre el príncipe Alberto en 1861, el príncipe Leopoldo en 1884 y a su madre en 1901. La orden de compromiso real para la familia Banting terminó en 1928 con la jubilación de William Westport Banting.

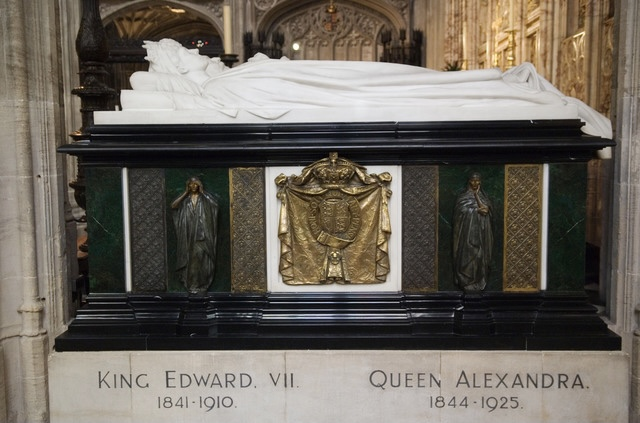
Las tumbas donde reposan actualmente Eduardo VII y su esposa, la reina Alejandra de Dinamarca

El cuerpo de Eduardo fue enterrado temporalmente en la Bóveda Real de Windsor bajo la Capilla Albert. Siguiendo las instrucciones de la reina Alejandra, Bertram Mackennal diseñó y ejecutó un monumento en el pasillo sur en 1919, con efigies de la tumba del rey y la reina en mármol blanco montadas en un sarcófago de mármol negro y verde, donde ambos cuerpos fueron enterrados después de la muerte de la reina madre Alejandra en 1925. El monumento incluye una representación del perro favorito de Eduardo, Caesar, acostado a sus pies.

### Dignatarios presentes en el funeral

#### Clase real
- Reino Unido:
  - Alejandra de Dinamarca, Reina madre y viuda del Rey.
  - Jorge V del Reino Unido y su esposa la Reina María, hijo y nuera del difunto rey.
  - Eduardo, duque de Cornualles (el futuro rey Eduardo VIII), nieto del difunto rey.
  - Alberto del Reino Unido (el futuro rey Jorge VI), nieto del difunto rey.
  - María del Reino Unido, nieta del difunto rey.
  - Enrique del Reino Unido, nieto del difunto rey.
  - Luisa, princesa real, y su esposo Alejandro, primer duque de Fife, hija e yerno del difunto Rey.
  - Victoria del Reino Unido, hija del difunto Rey.
  - Elena del Reino Unido, y su esposo Cristián de Schleswig-Holstein, hermana y cuñado del difunto Rey.
  - Luisa, duquesa de Argyll, y su esposo John Campbell, duque de Argyll, hermana y cuñado del difunto Rey.
  - Arturo, duque de Connaught, y su esposa Luisa Margarita de Prusia, hermano y cuñada del difunto Rey.
  - Beatriz del Reino Unido, hermana del difunto Rey.
- Noruega: el rey Hakoon VII de Noruega y su esposa Maud de Gales, yerno e hija del difunto Rey.
- España: el rey Alfonso XIII de España, sobrino político del difunto Rey.
- Imperio alemán: el emperador Guillermo II de Alemania, sobrino mayor del difunto Rey.
- Rumania: el príncipe heredero Fernando, sobrino político del difunto Rey, en representación de su padre, el rey Carlos I de Rumania.
- Suecia: el príncipe Carlos de Västergötland, sobrino político del difunto Rey, en representación de su hermano, el rey Gustavo V Adolfo de Suecia.
- Dinamarca: el rey Federico VIII de Dinamarca, cuñado del difunto Rey.
- Grecia: el rey Jorge I de Grecia, cuñado del difunto Rey.
- : Imperio ruso: la imperatriz viuda María Fiódorovna Románova, cuñada del difunto Rey.
- : Imperio ruso: el gran duque Miguel de Rusia, sobrino del difunto Rey, en representación de su hermano, el emperador Nicolás II de Rusia.
- Bélgica: el rey Alberto I de Bélgica, primo del difunto Rey.
- Bulgaria: el zar Fernando I de Bulgaria, primo del difunto Rey.
- Portugal: el rey Manuel II de Portugal.
- Austria-Hungría: el archiduque Francisco Fernando de Austria, en representación de su tio, el emperador Francisco José I de Austria.
- Italia: el duque Manuel Filiberto de Saboya-Aosta, en representación de su primo, el rey Víctor Manuel III de Italia.
- Serbia: el principe heredero Alejandro, en representación de su padre, el rey Pedro I de Serbia.
- Países Bajos: el principe consorte Enrique de Mecklemburgo-Schwerin, en representación de su mujer, la reina Guillermina de los Países Bajos.

#### Clase política
- Estados Unidos: el expresidente Theodore Roosevelt, enviado por William Howard Taft.
- Francia: el secretario de asuntos exteriores Stephen Pichon, enviado por Armand Fallières.